# Гвоздец (Львовская область)
Гвоздец (укр. Гвоздець) — село в Стрелковской сельской общине Самборского района Львовской области Украины.
Население по переписи 2001 года составляло 103 человека. Занимает площадь 0,29 км². Почтовый индекс — 82094. Телефонный код — 3238.